# 中河幹子

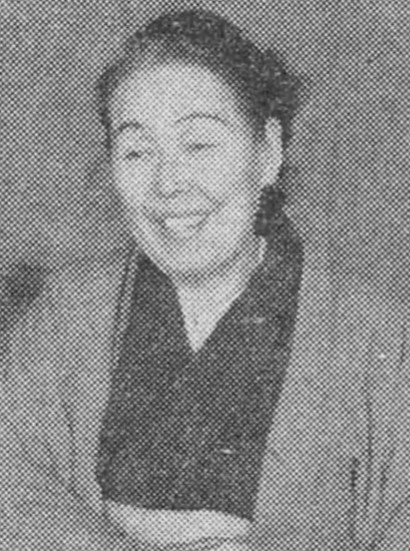
中河幹子（1957年）

中河 幹子（なかがわ みきこ、1897年7月30日 - 1980年10月26日）は、日本の国文学者、歌人。中河与一の妻。旧姓は林。
香川県坂出市生まれ。実家は紙問屋林卯吉。香川県立丸亀高等女学校を経て津田英学塾卒。在学中の1920年に中河与一と結婚をする。女性文芸誌『ごぎやう』を創刊し、後に短歌誌『をだまき』と改め主宰となる。門下に高瀬一誌、蒔田さくら子らがいる。共立女子大学教授を務め、共立女子学園歌の作詞も手がけている。
妹の林寿枝子は、初代メイ牛山に師事した美容家で、雑誌で美容指南や対談などもした。

## 著書
- 臨時東京第三陸軍病院傷兵傷兵歌集 第1輯（編）報国社 1943
- 珠玉の人 鳩山薫先生伝 日輪閣 1967
- ヨーロッパ・アメリカ・日本 白川書院 1969
- 悲母 歌集 短歌新聞社 1974
- 水天無辺 歌集 短歌新聞社 1981.4 (現代歌人叢書)
- 中河幹子全歌集 池田まり子編 短歌新聞社 2005.7

## 翻訳
- イバニヱス傑作集 聚英閣 1924

## 参考
- 文藝年鑑75
- 中河幹子略年譜 (中河幹子追悼集) 「短歌研究」1981-1